# Backspin
Der Backspin ist eine DJ-Technik, die erstmals im Hip-Hop eingesetzt wurde. Backspinning beschreibt das schnelle Zurückziehen oder -drehen einer Passage auf einer Vinylschallplatte. Die Erfindung des Backspin wird Grandmaster Flash zugeschrieben.
Man unterscheidet grundsätzlich zwei Arten des Backspins:
- das vollkommen lautlose Zurückziehen der Platte bei geschlossenem Mischpultkanal (bei zur Seite geschobenem Crossfader)
- das schnelle Zurückdrehen als Soundeffekt während der Mischpultkanal des jeweiligen Plattenspielers offen ist. Der Effekt ist je nach Inhalt der Platten eine Art lautes Quietschen.

Die einfachste Art des Backspineinsatzes ist das Einmischen kurzer Passagen. Während beim Mix auf dem anderen Plattenspieler z. B. ein Instrumentalstück mit einem Beat läuft, wird ein kurzer Abschnitt einer anderen Platte in beliebiger Wiederholung in den laufenden Beat eingemischt, ohne dass dies vom Hörer durch Unregelmäßigkeiten wahrgenommen wird. Sehr beliebt waren in den Anfängen des Hip-Hops kurze Ausrufe auf Funkplatten, wie zum Beispiel „let's dance“ oder „rock it“, die zum Tanzen animieren sollten.
Der Backspin stellt eine Grundtechnik des Beatjuggling dar, bei der zwei Platten möglichst kunstvoll aneinandergereiht und neue endlose Beatstrukturen geschaffen werden. Hierzu wird meist nur ein Takt der Platten verwendet. Während bei der einen Platte der Takt abgespielt wird, muss der Takt der zweiten Platte bei geschlossenem Kanal zurückgedreht und festgehalten werden. Nachdem der Takt der ersten Platte zu Ende ist, muss beatsynchron die zweite Platte losgelassen und der Kanal mit dem Crossfader geöffnet werden.
Das schnelle Zurückdrehen der Platte bei offenem Mischpultkanal wird beispielsweise im Drum-and-Bass-Mix sehr oft eingesetzt, um nach hektischen Passagen ein Break einzuleiten.